# 정류자

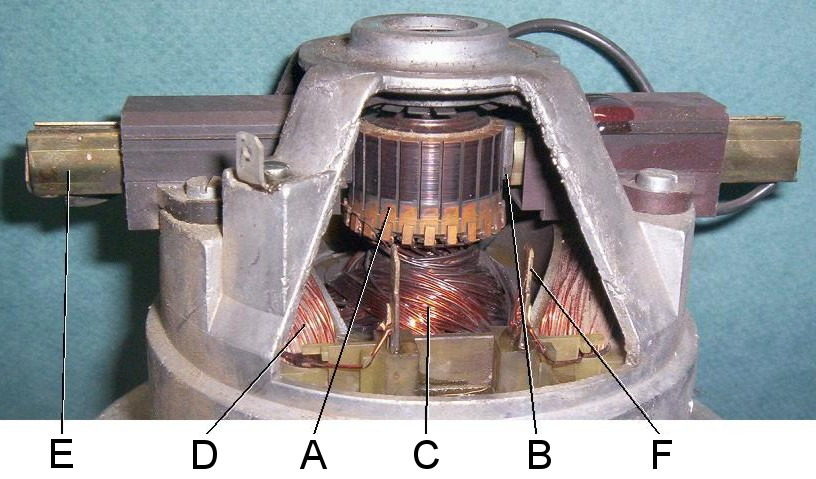

정류자 전동기의 동작. 바깥쪽에 배치된 계자(界磁)와, 안쪽에서 회전하는 전기자에 의한 구성. 앞쪽이 정류자와 브러시로, 전기자 쪽이 정류자, 고정측이 브러시.

정류자(整流子 영어: commutator), 는 금속이 절연체의 양쪽에 붙어 있어 회전축이 반바퀴 돌 때마다 코일에 흐르는 전류의 방향을 바꾸어 준다. 정류자에 의해 코일이 같은 방향으로 계속 회전할 수 있다.

## 작동 원리

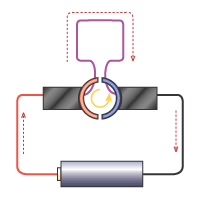

정류자는 접촉 막대 기계의 회전축에 고정되어, 전기자 권선에 연결되는 세트로 구성된다. 축이 회전할때, 정류자는 전류 흐름을 반전한다. 발전기에서, 축에 가해지는 기계적 토크는 권선에 전류를 유도하는 고정 자계를 통해 전기자 권선의 움직임을 유지한다.

## 같이 보기
- 슬립링